# Fiodor Klimov
Fiodor Klimov (n. 7 septembrie 1990, Leningrad, RSFS Rusă, URSS) este un patinator artistic ce a reprezentat Rusia, medaliat olimpic. A participat la o ediție a Jocurilor Olimpice (2014) în care a câștigat o medalie de aur și o medalie de argint.